# Cesare Milani
Cesare Milani (* 4. Januar 1905 in Livorno; † 21. Juni 1956 ebenda) war ein italienischer Steuermann im Rudern.

## Sportliche Karriere
Milani steuerte den Zweier mit Steuermann der Brüder Renzo und Pier Luigi Vestrini, der bei den Europameisterschaften 1926 die Silbermedaille hinter dem Schweizer Boot gewann. 1927 und 1929 gewann das Boot den Titel, dazwischen lag das Ausscheiden im Viertelfinale bei den Olympischen Spielen 1928 in Amsterdam.
Bei den Europameisterschaften 1929 verteidigte der italienische Achter den Titel von 1927, allerdings war die Besetzung des Bootes neu zusammengestellt mit Vittorio Cioni, Enrico Garzelli, Guglielmo Del Bimbo, Roberto Vestrini, Dino Barsotti, Eugenio Nenci, Mario Balleri, Renato Barbieri und Steuermann Cesare Milani. 1930 gewann das Boot in der gleichen Besetzung die Silbermedaille hinter dem Boot aus den Vereinigten Staaten, 1931 belegte der Achter mit Renato Bracci für Vestrini erneut den zweiten Platz, diesmal hinter den Franzosen. 
Bei den Olympischen Spielen 1932 in Los Angeles trat der Achter mit Cioni, Balleri, Bracci, Barsotti, Roberto Vestrini, Del Bimbo, Garzelli, Barbieri und Milani an und erhielt hinter dem US-Boot die Silbermedaille. 1933 gewann das Boot mit Ottorino Godini und Dante Secchi für Vestrini und Cioni Europameisterschafts-Silber hinter dem ungarischen Achter. 
Nachdem Italien bei den Europameisterschaften 1934 mit einer völlig anderen Besatzung Bronze gewonnen hatte und es 1935 im Achter keine Medaille für Italien gab, kehrten für die Olympischen Spiele 1936 in Berlin-Grünau einige aus der 1932er Besatzung in den Achter zurück und Guglielmo Del Bimbo war der neue Schlagmann. In der Besetzung Guglielmo Del Bimbo, Dino Barsotti, Ottorino Quaglierini, Oreste Grossi, Enzo Bartolini, Mario Checcacci, Dante Secchi, Enrico Garzelli und Cesare Milani belegte das Boot im Vorlauf den zweiten Platz hinter Vorjahreseuropameister Ungarn. Während sich die Boote aus den USA, Ungarn und der Schweiz als Vorlaufsieger direkt für das Finale qualifizierten, erreichten die Boote aus Deutschland, Italien und dem Vereinigten Königreich als Sieger der Hoffnungsläufe das Finale. Dort zog das favorisierte US-Boot zunächst davon, im zweiten Streckenabschnitt kamen Italiener und Deutsche auf und die drei Boote erreichten binnen einer Sekunde das Ziel, Gold gewannen die Amerikaner vor den Italienern und den Deutschen. 
Bei den Europameisterschaften 1937 gewann der italienische Achter den Titel mit Alberto Bonciani, Ottorino Quaglierini, Enzo Bartolini, Dante Secchi, Mario Checcacci, Giovanni Persico, Oreste Grossi, Enrico Garzelli und Cesare Milani. Mit Dino Cecchi statt Mario Checcacci erruderten die Italiener 1938 bei den letzten Europameisterschaften vor dem Zweiten Weltkrieg noch einmal Bronze hinter den Achtern aus Deutschland und Ungarn.
Der Achter der Unione Canottieri Livornesi war von 1929 bis 1933 und von 1935 bis 1941 italienischer Meister. Mit dem Zweier mit Steuermann hatte Milani von 1927 bis 1929 bereits drei Meistertitel gewonnen.